# ميدان (فلم 2014)
ميدان (بالأوكرانية: Майдан) هو فيلم وثائقي صدر عام 2014 من إخراج سيرجي لوزنيتسا، يروي الفيلم أحداث الميدان الأوروبي لعامي 2013 و 2014 في ميدان نيزاليزنوستي (ميدان الاستقلال) في العاصمة الأوكرانية كييف، تم تصويره أثناء الاحتجاجات حيث صور جوانب مختلفة من الثورة من المسيرات السلمية إلى الاشتباكات الدموية بين الشرطة والمدنيين.
عرض الفيلم لأول مرة في 21 مايو 2014 في مهرجان كان السينمائي، كما أنه عرض في الولايات المتحدة في 12 ديسمبر 2014.

## القصة
تدور أحداث الفيلم حول الاحتجاجات وأعمال العنف في ميدان الاستقلال في كييف والتي أدت إلى الإطاحة بالرئيس فيكتور يانوكوفيتش.

## الإطلاق
بعد العرض الأول للفيلم في مهرجان كان، عُرض في فرنسا في 23 مايو 2014، و في أوكرانيا في 24 يوليو 2014، وكان إصداره محدودًا في الولايات المتحدة في 12 ديسمبر 2014 قبل التوسع في جميع أنحاء العالم في 20 فبراير 2015.